# Едді Еурлі
Едді Еурлі (фр. Eddy Heurlié, нар. 27 грудня 1977, Ламантен) — мартинікський футболіст, який грав на позиції воротаря. Відомий за виступами в низці мартиніканських клубів та у складі збірної Мартиніки. після закінчення виступів на футбольних полях — футбольний тренер.

## Клубна кар'єра
Едді Еурлі розпочав виступи на футбольних полях у мартиніканському клубі «Еглон дю Ламантен» у 1997 році. У 2000 році воротар перейшов до французького клубу «Труа», проте до основного складу не пробився, і в 2003 році перейшов до нижчолігового французького клубу «Раон-ль'Етап». У 2004 році футболіст повернувся до клубу «Еглон дю Ламантен», у якому грав до 2006 році, після чого перейшов до іншого мартінікського клубу «Самарітен». У 2008—2015 роках Еурлі грав у мартінікському клубі «Белімуа». У 2015—2016 роках футболіст захищав ворота клубу «Голден Ліон». У 2016—2019 роках Еурлі грав у клубі «Рив'єр-Пілот», після чого у 2019 році завершив виступи на футбольних полях, і з 2020 року став головним тренером клубу.

## Виступи за збірну
У 2001 році Едді Еурлі дебютував у складі збірної Мартиніки. у складі збірної грав у розіграшах Золотого кубка КОНКАКАФ 2002 і Золотого кубка КОНКАКАФ 2003 років. У складі збірної грав до 2010 року, та провів у складі збірної 50 матчів.